# Violetta Dziedziejko
Violetta Ewa Dziedziejko – polska biochemik,  profesor nauk medycznych i nauk o zdrowiu.

## Życiorys naukowy
Violetta Dziedziejko w 2002 otrzymała stopień naukowy doktora nauk medycznych w dyscyplinie biologia medyczna na Wydziale Lekarskim Pomorskiej Akademii Medycznej w Szczecinie po obronie dysertacji Rozdział, identyfikacja i porównanie właściwości izoenzymów fosfatazy zasadowej u szczurów z zastosowaniem wysokosprawnej chromatografii cieczowej (HPLC) i innych metod analitycznych, przygotowaną pod kierunkiem prof. Zygmunta Machoya. Stopień doktora habilitowanego otrzymała w tej samej dyscyplinie w 2012 na Wydziale Lekarskim z Oddziałem Nauczania w Języku Angielskim na podstawie pracy Rola wybranych polimorfizmów genów receptorów estrogenowych i androgenowego w rozwoju, przebiegu i farmakoterapii reumatoidalnego zapalenia stawów. Tytuł profesora otrzymała w 2019. W tym samym roku została prodziekanem Wydziału Medycyny i Stomatologii Pomorskiego Uniwersytetu Medycznego w Szczecinie. Obecnie jest prorektorem ds. dydaktyki tej uczelni.
Profesor Dziedziejko jest autorką 260 prac i publikacji, członkinią Polskiego Towarzystwa Biochemicznego, Polskiego Towarzystwa Biologii Komórki i Krajowej Izby Diagnostów Laboratoryjnych, laureatką nagrody Ministra Zdrowia I stopnia.